# Neoivanovella
Neoivanovella es un género de foraminífero bentónico considerado un sinónimo posterior de Salpingothurammina de la subfamilia Parathurammininae, de la familia Parathuramminidae, de la superfamilia Parathuramminoidea, del suborden Fusulinina y del orden Fusulinida. Su especie tipo era Neoivanovella discessa. Su rango cronoestratigráfico abarcaba el Devónico.

## Discusión
Algunas clasificaciones más recientes incluirían Neoivanovella en el suborden Parathuramminina, del orden Parathuramminida, de la subclase Afusulinina y de la clase Fusulinata.

## Clasificación
Neoivanovella incluía a las siguientes especies:
- Neoivanovella discessa †
- Neoivanovella simplexituba †